# Poix-du-Nord
 Poix-du-Nord  es una población y comuna francesa, en la región de Norte-Paso de Calais, departamento de Norte, en el distrito de Avesnes-sur-Helpe y cantón de Le Quesnoy-Est.

## Demografía
| 2075 | 2134 | 2259 | 2277 | 2056 | 2013 |
| Para los censos de 1962 a 1999 la población legal corresponde a la población sin duplicidades (Fuente: INSEE [Consultar]) |      |      |      |      |      |